# Ignaz Berndaner
Ignaz Berndaner (* 4. července 1954, Garmisch-Partenkirchen, Německo) je bývalý německý lední hokejista hrající na pozici obránce.
Reprezentoval Německo na dvou zimních olympijských hrách (1976, 1984). V roce 1976 na olympiádě v Innsbrucku získal bronzovou olympijskou medaili. Devětkrát též reprezentoval Německo na Mistrovství světa v ledním hokeji, z toho dvakrát ve skupině B. Zúčastnil se také Kanadského poháru 1984.